# 河出ブックス
河出ブックス（かわでブックス）は、株式会社河出書房新社が発行する教養選書レーベル。2009年の創刊から2018年までに111点を刊行している。

## 概要
2009年10月10日、創刊。B6判、ソフトカバー。コンセプトは「ジャンルをまたいで連鎖する読書のために」。
合言葉は「知りたい、が湧いてくる」。
オフィシャルサイトでは、「河出が贈る、知の蓄積と新たな胎動」と紹介されている。
カバーには「K」の筆記体をモチーフとしたロゴが載せられている。ロゴや本文、装丁などは、天野誠による。
新書ブームが飽和状態になっているとされる中で、もう少し歯ごたえのある読みものを必要とする読者のために、内容を薄めたり質を落としたりせず、知的好奇心をくすぐるテーマの書籍を提供していきたい、という思いのもとに創刊された。ジャンルを限定することなく、多角的なラインナップを取りそろえている。
2012年10月の創刊3周年を機に、それまで統一されていた装幀をリニューアル。各巻ごとに独自の装丁となった。
2018年11月に、111冊目となる今野真二『ことばでたどる日本の歴史：幕末・明治・大正篇』を刊行し、以後休止している。

## 創刊時の刊行
創刊ラインナップは以下の6点。
1. 読者はどこにいるのか：書物の中の私たち（石原千秋）ISBN　978-4-309-62401-3
2. 教養としての日本宗教事件史（島田裕巳）ISBN　978-4-309-62402-0
3. 「格差」の戦後史：階級社会 日本の履歴書（橋本健二）ISBN　978-4-309-62403-7
4. 検閲と文学：1920年代の攻防（紅野謙介）ISBN　978-4-309-62404-4
5. 脳科学の真実 脳研究者は何を考えているか（坂井克之）ISBN　978-4-309-62405-1
6. 日本の植民地建築：帝国に築かれたネットワーク（西澤泰彦）ISBN　978-4-309-62406-8

## 受賞情報
- 長山靖生『日本SF精神史 幕末・明治から戦後まで』[8]　ISBN　978-4-309-62407-5
  - 2010年 第41回星雲賞 ノンフィクション部門
  - 2010年 第31回日本SF大賞
- 木方十根『「大学町出現」：近代都市計画の錬金術』[9]　ISBN　978-4-309-62419-8
  - 2010年 第2回不動産協会賞
- 北河大次郎『近代都市パリの誕生：鉄道・メトロ時代の熱狂』[10][11][12]　ISBN　978-4-309-62417-4
  - 2010年 第32回サントリー学芸賞 芸術・文学部門
  - 2011年 第36回交通図書賞 第3部（歴史）
- 渡辺佑基『ペンギンが教えてくれた物理のはなし』ISBN　978-4-309-62470-9
  - 2014年　第68回 毎日出版文化賞（自然科学部門）

## ベストセラー
2016年10月の創刊7周年記念フェア（当時、97点刊行）にて、歴代売上ベスト10が発表されている。
- 1位：渡辺佑基『ペンギンが教えてくれた物理のはなし』2014年。
- 2位：長谷部恭男『法とは何か：法思想史入門』2011年（増補新版：2015年）。ISBN　978-4-309-62484-6
- 3位：小熊英二編著『平成史』2012年（増補新版：2014年）。ISBN　978-4-309-62468-6
- 4位：橋本健二『「格差」の戦後史：階級社会日本の履歴書』2009年（増補新版：2013年）。ISBN　978-4-309-62466-2
- 5位：石原千秋『読者はどこにいるのか：書物の中の私たち』2009年。